# Kristiánův pramen
Kristiánův pramen (v němčině Christiansbrunn) je minerální pramen tryskající v Lázních Libverdě ve Frýdlantském výběžku v okrese Liberec na severu České republiky.

## Historie
Podchycen byl roku 1793. Své jméno dostal po majiteli zdejšího panství a zakladateli lázní Kristiánu Filipovi Clam-Gallasovi. Pramen se užívá k lázeňským kúrám. Účinky Kristiánova pramene postupně zkoumali balneolog dr. Welich, roku 1810 pražský odborník dr. Franz Ambrosius Reus a další odborníci v letech 1847, 1910, 1943 a 1945, přičemž autorem posledního z těchto průzkumů byl Eduard Cmunt.
Od roku 1811 je pramen zakryt objektem vybudovaným na obdélníkovém půdorysu, avšak až na počátku 20. století, mezi roky 1912 a 1914, dostala tato stavba svou finální podobu. Objekt plynule navazuje na lázeňskou kolonádu a je spolu s ní chráněn jako nemovitá kulturní památka České republiky.
V osmdesátých letech 19. století si nechali zákazníci libverdskou minerální vodu přivážet do Prahy, kde byla distribuována ze skladu v Jezuitské ulici. Dodávána byla pod obchodním názvem „Libverdská kyselka“. Na počátku 20. století vznikla v Libverdě nová plnírna lahví a díky podnikavosti nájemce skladu Franze Leuperta se podařilo za sedm let produkci zvýšit na desetinásobek původního stavu, takže v roce 1910 expedoval 200 tisíc lahví kyselky. Produkce pokračovala i nadále, což prospívalo i jizerskohorským sklárnám, které dodávaly lahve, do nichž se minerální voda stáčela. Prodej kyselky skončil roku 1952, kdy voda z nových zdrojů obsahovala vyšší množství iontů železa, jež měly za následek vznik usazenin na dně lahví.

## Přírodní poměry
Prameny vyvěrají z geologické trhliny v žulovém masivu Jizerských hor. Jímán je z hloubky 109,80 metrů, jeho teplota činí 11,4 °C a hodnota pH se pohybuje v úrovni 5,42. Oxidačně-redukční potenciál má hodnotu 303 milivoltů. Minerální voda je prohlášena za státem chráněný přírodní léčebný zdroj hydrouhličité kyselky. Její léčebné účinky se projevují u kardiovaskulárních nemocí, u onemocnění pohybového aparátu a dále při metabolických nebo neurovegetativních nemocech.

### Složení
Chemické složení:
- Lithium: 0,144 mg/l
- Sodík: 24,82 mg/l
- Draslík: 7,645 mg/l
- Rubidium: 0,069 mg/l
- Cesium: 0,0054 mg/l
- Ammonium: 0,150 mg/l
- Měď: 0,0570 mg/l
- Stříbro: 0,00054 mg/l
- Berylium: 0,00726 mg/l
- Hořčík: 45,80 mg/l
- Vápník: 63,66 mg/l
- Stroncium: 0,231 mg/l
- Baryum: 0,021 mg/l
- Zinek: 0,0322 mg/l
- Kadmium: 0,000006 mg/l
- Rtuť: méně než 0,0001 mg/l
- Hliník: 0,295 mg/l
- Cín: 0,0026 mg/l
- Olovo: 0,00038 mg/l
- Vanad: 0,00047 mg/l
- Antimon: méně než 0,0003 mg/l
- Chrom: 0,00039 mg/l
- Molybden: 0,0005 mg/l
- Uranyl: méně něž 0,001 mg/l
- Mangan: 0,120 mg/l
- Železo: 19,74 mg/l
- Kobalt: 0,0055 mg/l
- Nikl: 0,0149 mg/l